# Zipper Galeria
Zipper Galeria é uma galeria de arte, fundada por Fábio Cimino em 11 de setembro de 2010, em São Paulo, Brasil.

## História
A proposta da galeria foi reunir a produção de artistas emergentes da cena brasileira e latino-americana, com o foco na abertura de novos discursos da arte contemporânea. Sua exposição inaugural foi em 2010, com A Casa em Festa da artista Flávia Junqueira.
A galeria produziu os projetos Zip’Up, criado em 2011, e o Salão dos Artistas sem Galeria, realizado na Zipper desde 2012 – ambos buscavam divulgar a produção de artistas plásticos que ainda não possuíam representações em galerias de arte de São Paulo. Em 2013, Lucas Cimino virou sócio da galeria e assumiu a direção com Fábio Cimino. No mesmo ano a Zipper foi eleita uma das melhores galerias do ano no especial Os Melhores de 2013 do "Guia" da Folha de S.Paulo. Em 2020, Osmar Santos torna-se sócio da galeria.
Artistas de relevância internacional como: Janaina Mello Landini, Adriana Duque, Flávia Junqueira, Fernando Velázquez, Pedro Varela, Camille Kachani, Hildebrando de Castro e André Feliciano se apresentaram na galeria ao longo de sua história.
No âmbito da sustentabilidade, a galeria foi membro da GCC, onde gerou energia através de matriz solar e foi parceira em reflorestamento junto a SOS Mata Atlântica. No âmbito tecnológico, em 2021, a Zipper se tornou uma das primeiras galerias do Brasil a vender NFTs de obras de arte. No mesmo ano lançou o Zipper Open, projeto focado no mercado de arte secundário.

## Exposições da Zipper Galeria
2010
- A Casa em Festa[10] (11 de Agosto de 2010 - 3 de Setembro de 2010). Por Flávia Junqueira;
- O Átomo Vazio[11] (26 de Setembro de 2010 - 2 de Dezembro de 2010). Por RAG;
- O Silêncio (4 de Dezembro de 2010 - 5 de Fevereiro de 2011). A exposição coletiva com curadoria de Paula Braga contou com os artistas: Amanda Melo Ana Teixeira, Bruno Kurru, Cristián Silva-Avária, Elton Lúcio, Estela Sokol, Felipe Morozini, Felippe Moraes, Fernando Velázquez, Flávio Cerqueira, Katia Maciel, Laura Erber, Mara Castilhos, Maria Laet, Nati Canto, Pedro Varela e Valentino Fialdini.

2011
- Individual de Carolina Ponte (19 de Março de 2011 - 23 de Abril de 2011). Por Carolina Ponte;
- Aéreos (9 de Julho de 2011 - 30 de Julho de 2011). Por Fabio Kneese Flaks e curadoria de Mario Gioia;
- Correspondências Visuais[12] (9 de Julho de 2011 - 30 de Julho de 2011). Por Cássio Vasconcellos e Marcelo Brodsky;
- Topofilia[13] (13 de Agosto de 2011 - 10 de Setembro de 2011). Por James Kudo;
- Primeira Individual Retrospectiva[14] (17 de Setembro de 2011 - 8 de Outubro de 2011). Por Felipe Morozini.
- Ainda Viva[15] (29 de Outubro de 2011 - 26 de Novembro de 2011). Por Pedro Varela;
- Território de Caça[16] (3 de Dezembro de 2011 - 21 de Janeiro de 2012). A exposição com curadoria de Mario Gioia contou com a participação de artistas como: Estela Sokol, Felipe Cama, Felippe Moraes, Fernanda Barreto, João Castilho, Manoel Veiga, Mariana Tassinari, Marina Camargo, Maura Bresil e Raquel Versieux.

2012
- Terra Cortada[17] (28 de Janeiro de 2012 - 3 de Março de 2012). Por Rodrigo Zeferino e curadoria de Eder Chiodetto.
- O Ser, Como Meta (26 de Maio de 2012 - 23 de Junho de 2012). Por Bruno Kurru.
- A Regra do Jogo (26 de Maio de 2012 - 23 de Junho de 2012). Por Renata Egreja.
- Fecho Éclair[18](30 de Junho de 2012 - 28 de Julho de 2012). A exposição coletiva contou com os artistas: Alessandra Duarte, Ana Holck, Estela Sokol, James Kudo, João Castilho, Katia Maciel e Pedro Varela.
- Perimetrais[19] (6 de Setembro de 2012 - 20 de Setembro de 2012). Por Ana Holck.

2013
- 4º Salão Dos Artistas Sem Galeria[20] (23 de Janeiro de 2013 - 16 de Fevereiro 2013).
- Zip'up: Nova Abstração Nova (21 de Fevereiro de 2013 - 16 de Março de 2013). Por Monica Tinoco.
- Luz Em Túlia[21] (21 de Fevereiro de 2013 - 16 Março de 2013). Por Alessandra Duarte.
- Zip'up: Nem Todo Fato É Narrável (23 de Março de 2013 - 20 de Abril de 2013). Por Ivan Grilo.
- Caos-Mundo[22] (23 Março de 2013 - 20 de Abril de 2013). Por João Castilho.
- Click Contemporâneo (24 de Abril de 2013 - 15 de Maio de 2013).
- Suspense (24 de Abril de 2013 - 15 de Maio de 2013). Por Katia Maciel.[23]
- Zip'up: A Direção Do Vento Predominante Ii (18 de Maio de 2013 - 15 de Junho de 2013). Por Victor Lema Riqué.
- Noir[24] (18 de Maio de 2013 - 15 de Junho de 2013). Por Ricardo Van Steen.
- Zip'up: Rastros[25] (22 de Junho de 2013 - 10 de Agosto de 2013). Por Layla Motta.
- Zip'up: Taxonomia (17 de Agosto de 2013 - 14 de Setembro de 2013). Por Vítor Mizael.
- Vazio Contido (17 de Agosto de 2013 - 14 de Setembro de 2013). Por Ricardo Rendón.
- Toner (21 de Setembro de 2013 - 11 de Outubro de 2013). Por Geraldo Marcolini.
- Zip'up: Área De Conflito (21 de Setembro de 2013 - 11 de Outubro de 2013). Por Raphael Escobar.
- Zip'up: Lacrimogêneo[26] (19 de Outubro de 2013 - 16 de Novembro de 2013). Por Myriam Zini.
- Pedro Varela (19 de Outubro de 2013 - 16 de Novembro de 2013). Por Pedro Varela.
- Fuleragem Polissistêmica Nº 05 (19 de Novembro de 2013 - 21 de Dezembro de 2013). Por Camila Soato.
- Filigranas[27] (19 de Novembro de 2013 - 21 de Dezembro de 2013). Por Carolina Ponte.

2014
- 5º Salão Dos Artistas Sem Galeria[28] - (16 de Janeiro de 2013 - 15 Fevereiro de 2014);
- Primeira Leitura[29] (18 de Fevereiro de 2014 - 15 de Março 2014). Por Marcelo Amorim;
- Zip'up: O Corpo É Eu: Diários Sobre A Distância[30] (18 de Março de 2014 - 12 de Abril de 2014). Por Patrícia Araújo;
- Iconos (18 de Março de 2014 - 12 de Abril de 2014). Por Adriana Duque;
- Zip'up: Dissonâncias Cognitivas (16 de Abril de 2014 - 10 de Maio de 2014). Por Vick Garaventa;
- Camille Kachani (16 de Abril de 2014 - 10 Maio de 2014). Por Camille Kachani;
- De Cara Pro Sol (13 de Maio de 2014 - 7 de Junho de 2014). Por Daré;
- Era Uma Vez...[31] (13 de Maio de 2014 - 7 de Junho de 2014). Marcelo Tinoco;
- Zip'up: O Sétimo Continente (14 de Junho de 2014 - 2 de Agosto de 2014). Por Camilo Meneghetti;
- Zezão (14 de Junho de 2014 - 2 de Agosto de 2014). Por Zezão;
- Zip'up: Paisagem Imaginada (5 de Agosto de 2014 - 30 de Agosto 2014). Por Camilo Meneghetti;
- A Falta Que Nos Constitui[32](5 Agosto de 2014 - 30 Agosto de 2014). Nati Canto;
- Da Série Mindscapes #L1, After Dan Flavin (3 de Setembro de 2014 - 4 de Outubro de 2014). Fernando Velázquez;
- A Nova Promessa (3 de Setembro de 2014 - 4 de Outubro de 2014). Por Daniel Escobar;
- Zip'up: Geografia De Um Lugar Contada Por Ele Mesmo[33] (7 de Outubro de 2014 - 1 de Novembro de 2014). Por Flavia Mielnik.
- Nobres Sem Aristocracia: Projeto Vira-Latas Puros Nº 51 (7 de Outubro de 2014 - 1 de Novembro de 2014). Por Camila Soato;
- Zip'up: Drawing Error (4 de Novembro de 2014 - 20 de Dezembro de 2014). Por Daniela Seixas;
- Idílio[34] (4 de Novembro de 2014 - 20 de Dezembro de 2014). Por Renata Egreja.

2015
- 6º Salão Dos Artistas Sem Galeria[35] (23 de Janeiro de 2015 - 21 Fevereiro de 2015);
- Zip'up: Traços De Impermanência[36] (23 Janeiro de 2015 - 21 Fevereiro 2015). Por Matias Mesquita;
- Zip'up: Armadilha Para Distender O Espaço[37] (24 Fevereiro de 2015 - 21 Março 2015). Por Diego Arregui;
- Oxímoros[38] (24 de Fevereiro de 2015 - 21 de Março 2015). Por James Kudo;
- Zip'up: Projetos Da Minha Espera (24 de Março de 2015 - 18 de Abril 2015). Por Eloá Carvalho;
- Jardim Cético (24 de Março de 2015 - 18 de Abril 2015). Por Rodrigo Cunha;
- Zip'up: Pedras Errantes[39] (28 de Abril de 2015 - 30 de Maio 2015). Por Manuela Costalima;
- O Belo Em Si (28 de Abril de 2015 - 30 de Maio 2015). Por Delson Uchôa.
- Ciclotrama 20 (Onda) (2 de Junho de 2015 - 27 de Agosto 2015). Por Janaina Mello Landini;
- Dois (2 de Junho de 2015 - 27 de Junho 2015). Por Felipe Morozini;
- Zip'up: É. É. É. (2 de Julho de 2015 - 1 de Agosto 2015). Por Manoela Medeiros;
- Marca D'água (2 de Julho de 2015 - 1 Agosto 2015). Por Luis Coquenão;
- Zip'up: Outras Cidades (6 de Agosto de 2015 - 12 Setembro 2015). Por Clara Benfatti;
- Porcelana E Vulcão[40] (6 de Agosto de 2015 - 12 Setembro 2015). Por João Castilho;
- Mastro (19 de Setembro de 2015 - 17 Outubro 2015). Por Estela Sokol;
- Zip'up: Pela Rua Com Recortes (19 de Setembro de 2015 - 17 Outubro 2015). Por Zé Vicente;
- Zip'up: Velocity Vs. Viscosity (22 de Outubro de 2015 - 21 Novembro 2015). Por Antonio Lee;
- Constelações, Intermitências E Alguns Rumores (22 de Outubro de 2015 - 21 Novembro 2015);
- Filhos Da Guerra: O Custo Humanitário De Um Conflito Ignorado[41] (3 de Dezembro 2015 - 16 Janeiro 2016). Por Gabriel Chaim.

2016
- Isso se Dá Porque[42] (5 de Maio de 2016 - 4 de Junho de 2016). Por Bruno Kurru.
- Pedro Varela (9 de Junho de 2016 - 2 de Julho de 2016). Por Pedro Varela.
- Periscópio (9 de Julho de 2016 - 6 de Agosto de 2016). Exposição com curadoria de Fernando Velázquez contou com os artistas: Anaisa Franco, Andrei Thomaz, Astrovandalistas, Gabriel Menotti, Giselle Beiguelman, Guto Nóbrega, Fábia Karklin, Felipe Julian, Fernando Velázquez, Flora Leite, Henrique Roscoe, Herbert Baioco, Julio Parente, Leandro Mendes (Vigas), Lucas Bambozzi, Marcio H Mota, Matheus Leston, Maura Grimaldi, Mike Pelletier, MuepEtmo, Mirella Brandi, Nurit Bar Shai, Ricardo Carioba, Richard Garet, Roberta Carvalho.
- Zip'Up: Paraísos Fiscais (13 de Agosto de 2016 - 10 de Setembro de 2016). Por Iris Helena.
- Labirinto Sintrópico (13 Agosto de 2016 - 10 de Setembro 2016). Por Janaina Mello Landini.
- Zip'up: Quando Linhas Imaginárias Entrecruzam Latitude E Longitude[43] (15 Setembro de 2016 - 15 de Outubro de 2016). Por Thais Graciotti.
- Quando Os Monstros Envelhecem (15 de Setembro de 2016 - 15 de Outubro 2016). Por Flávia Junqueira.
- Zip'up: And Listen To The Wind Blow[44] (20 de Outubro de 2016 - 19 de Novembro de 2016). Por Diana Motta.
- Encyclopaedia Privata (20 de Outubro de 2016 - 19 de Novembro de 2016). Por Camille Kachani e curadoria de Sabrina Moura.
- Imagem-Movimento[45] (29 de Novembro de 2016 - 14 de Janeiro de 2017). A exposição coletiva, com os artistas: Ana Vitória Mussi, André Penteado, Felipe Cama, Felipe Russo, Graciela Sacco, Iris Helena, João Castilho, Katia Maciel, Patricia Gouvêa e Ricardo van Steen. Curadoria de Nathalia Lavigne.

2017
- 8º Salão Dos Artistas Sem Galeria[46] (17 de Janeiro de 2017 - 4 de Março de 2017). A mostra coletiva apresentou a produção de artistas que não tenham vínculos de representação de galerias em São Paulo. Foram eles: Lula Ricardi, Maura Grimaldi, Jefferson Lourenço, Marcelo Barros, Gunga Guerra, Marcelo Pacheco, Luciana Kater, Cesare Pergola, Juliano Moraes e Cristiani Papini.
- Zip'up: Matérico Presente (7 de Março de 2017 - 8 de Abril de 2017). Por Felipe Seixas.
- Caviar É Uma Ova! (7 de Março de 2017 - 8 de Abril de 2017). Por Camila Soato e curadoria de Paula Borghi.
- Improvável[47] (11 de Abril de 2017 - 13 de Maio de 2017). Por Mario Ramiro.
- Zip’up: Museu Mise-En-Scène (18 de Maio de 2017 - 17 de Junho de 2017). Por Isis Gasparini.
- Muito Sol Na Cachoeira (18 de Maio - 20 de Junho de 2017). Pelo artista Bruno Novelli.
- Zip'up: O Animal Que Logo Sou (22 de Junho de 2017 - 15 de Julho de 2017). Por Romain Dumesnil e curadoria de Michelle Sommer.
- Zip'up: De Onde Emergem Os Nervos (20 de Julho de 2017 - 16 de Agosto de 2017). Por Sheila Oliveira e curadoria de Eder Chiodetto.
- Missão Francesa[48] (20 de Julho de 2017 - 16 de Agosto de 2017). Por André Penteado.
- Foram Ao Norte Para Chegar Ao Sul (22 de Agosto de 2017 - 30 de Setembro de 2017). Por Graciela Sacco.
- Chão Em Chamas (5 de Outubro - 4 de Novembro de 2017). Por João Castilho.
- Zip'up: Plano Imaginado[49] (5 de Outubro de 2017 - 4 de Novembro de 2017). Por Adriana Vignoli.

2018
- Você Chegou Ao Seu Destino[50] (11 de Novembro de 2017 - 12 de Janeiro de 2018). Por Felipe Cama.
- Zip'up: Zona De Remanso (11 de Novembro de 2017 - 12 de Janeiro de 2018). Por Filipe Acácio.
- 9º Salão Dos Artistas Sem Galeria (16 de Janeiro - 24 de Fevereiro de 2018). A mostra coletiva apresentou a produção de artistas que não tenham vínculos de representação de galerias em São Paulo. O júri foi formado por Fernanda Resstom, Nathalia Lavigne e Renata Castro e Silva. Os artistas apresentados foram: Angela Od (RJ), Caio Pacela (SP/RJ), Renata Pelegrini (SP), Mercedes Lachmann (RJ), João GG (RS/SP), João Galera (PR/SP), David Almeida (DF/SP), Élcio Miazaki (SP), Sonia Dias (SP), Yoko Nishio (RJ).
- Zip'up: Trauma (16 de Janeiro de 2018 - 24 de Fevereiro de 2018). Por Ivan Padovani.
- Zip'up: Gárgulas Ao Sol Do Meio-Dia[51] (1 de Março de 2018 - 7 de Abril de 2018). Por Maíra Senise.
- Balangandã (1 de Março de 2018 - 7 de Abril de 2018). Por Carolina Ponte.
- Zip'up: Há Sempre Um Corpo Que Sobra (10 de Abril de 2018 - 12 de Maio de 2018). Por Maya Weishof.
- Trailer[52] (10 de Abril de 2018 - 12 de Maio de 2018). Por Katia Maciel.
- Desmedida[53] (17 de Maio de 2018 - 16 de Junho de 2018). A exposição coletiva com André Penteado, Daniel Frota, Haroldo Sabóia, João Castilho, Marcelo Gomes, Karim Aïnouz, Regina Parra, Romy Pocztaruk e Tuca Vieira. Curadoria de Diego Matos.
- Hora Do Intervalo (17 de Maio - 16 de Junho de 2018). Por Rodrigo Cunha.
- Zip'up: É Tarde E Chove, Mas Os Ratos Não Têm Medo Do Escuro (21 de Junho de 2018 - 11 de Agosto de 2018). Por Randolpho Lamonier.
- Iceberg[54] (21 de Junho de 2018 - 11 de Agosto de 2018). Por Fernando Velázquez.
- Zip'up: Paradeiro[55] (18 de Agosto de 2018 - 15 de Setembro de 2018). Por David Almeida.
- Bombrasil (18 de Agosto de 2018 - 15 de Setembro de 2018). Por Romy Pocztaruk.
- Zip'up: Subtrações[56] (20 de Setembro de 2018 - 27 de Outubro de 2018). Por Celina Portella.
- Autofagia, Corrupio No Olhar (20 de Setembro de 2018 - 27 de Outubro de 2018). Por Delson Uchôa.
- África Revisitada[57] (6 de Novembro de 2018 - 12 de Janeiro de 2019). Com trabalhos de J. D. 'Okhai Ojeikere, Leonce Raphael Agbodjelou, Nástio Mosquito e Karo Akpokiere. Curadoria de Alfons Hug.

2019
- Zip'up: Caraíva (15 de Janeiro de 2019 - 23 de Fevereiro de 2019). Por Luisa Brandelli.
- 10º Salão Dos Artistas Sem Galeria[58] (15 de Janeiro de 2019 - 23 de Fevereiro de 2019). Participam obras de Adriana Amaral, Aline Moreno, André Souza, Carol Peso, Coletivo Lâmina, Edu Silva, Fernanda Zgouridi, Iago Gouvêa, Stella Margarita e Xikão Xikão. Os artistas foram escolhidos pelo júri formado por Andrés Inocente Martín Hernández, José Armando Pereira da Silva e Luciana Nemes.
- Aqui, Agora[59]. (9 de Março de 2019 - 6 de Abril de 2019). Por Janaina Mello Landini.
- Zip'up: Tempo Quando (9 de Março de 2019 - 6 de Abril de 2019). Por Marilde Stropp.
- Felipe Seixas (13 de Abril de 2019 - 4 de Maio de 2019). Por Felipe Seixas.
- Selva-Mata (11 de Maio de 2019 - 8 de Junho de 2019). Por Fábio Baroli.
- Ciclo[60] (11 de Maio de 2019 - 8 de Junho de 2019). Por Monica Piloni.
- Zip'up: Crash (15 de Junho de 2019 - 27 de Julho de 2019). Por Camila Svenson, Enantios Dromos, Henrique Fagundes e Pedro Ferreira. Curadoria de Fernanda Medeiros e da artista Romy Pocztaruk.
- Autofágico (15 de Junho de 2019 - 27 de Julho de 2019). Por Pedro Varela.
- Zip'up: Retrogosto (6 de Agosto de 2019 - 31 de Agosto de 2019). Por João GG.
- Renascimento[61] (6 de Agosto de 2019 - 31 de Agosto de 2019). Por Adriana Duque.
- Zip'up: Horizonte Suspenso (5 de Setembro de 2019 - 5 de Outubro de 2019). Por Helô Mello.
- Solilóquio[62] (5 de Setembro de 2019 - 5 de Outubro de 2019). Por Camille Kachani.
- Zip'up: Boa Noite Cinderela (12 de Outubro de 2019 - 16 de Novembro de 2019). Por Giulia Puntel.
- O Absurdo E A Graça[63] (12 de Outubro de 2019 - 16 de Novembro de 2019). Por Flávia Junqueira.

2020
- Escapes (21 de Novembro de 2019 - 11 de Janeiro de 2020). Por Ricardo Van Steen.
- Zip'up: Se Você Não Vem Comigo Nada Disso Tem Valor[64] (21 de Novembro de 2019 - 11 de Janeiro de 2020). Por Mauricio Parra.
- Zip'up: Padrão (18 de Janeiro de 2020 - 20 de Fevereiro de 2020). Por Cristina Suzuki.
- 11º Salão Dos Artistas Sem Galeria (18 de Janeiro de 2020 - 20 de Fevereiro de 2020). Participaram os artistas: Adriano Escanhuela, Aline Chaves; Avilmar Maia; Diego Castro; Fernando Soares; Gustavo Lourenção; Myriam Glatt; Nilda Neves; Rafael Pajé e Rosa Hollmann. Os artistas foram selecionados pelo júri formado por Jairo Goldenberg ; Marlise Corsato e Renato De Cara.
- Museu De Novidades[65] (29 de Fevereiro de 2020 - 2 de Maio de 2020). Por Marcelo Tinoco.
- Zip'up: Na Raiz / Caminho / Pelos Laços / Passarinho (29 de Fevereiro de 2020 - 2 de Maio de 2020). Por Vítor Mizael.
- Manobras (7 de Novembro de 2020 - 3 de Abril de 2021). Por Celina Portella.

2021
- Ecologia Fotográfica (9 de Novembro de 2020 - 9 de Janeiro de 2021). Por André Feliciano.
- 12º Salão Dos Artistas Sem Galeria (16 de Janeiro de 2021 - 3 de Abril de 2021). Participaram os artistas Ana Andreiolo, André Bergamin, Evandro Angerami, Laura Villarosa, Leonardo Luz, Marc do Nascimento, Mateus Moreira, Paloma Mecozz, Rafaela Foze Thiago Fonseca. Os dez artistas foram selecionados pelo júri formado por Jurandy Valença, Julie Dumont e Fernando Oliva.
- Nebulosa Abóbada Celeste, Concha Azul Fincada No Céu (15 de Maio de 2021 - 12 de Junho de 2021). Por Paloma Mecozzi.
- Hotspots Memória, Imaginação E Resistência (15 de Maio de 2021 - 12 de Junho de 2021). Por Fábio Baroli.
- Tudo Que É Uno Se Divide (19 de Junho de 2021 - 24 de Julho de 2021). Por Rizza.
- Illusions (Ou A Persistência Retiniana) (31 de Julho de 2021 - 21 de Agosto de 2021). Por Élcio Miazaki.
- Devolvo Ouro[66] (31 de Julho de 2021 - 21 de Agosto de 2021). Por Gabriel Chaim.
- Rituais Da Complexidade (28 de Agosto de 2021 - 25 de Setembro de 2021). Por Fernando Velázquez.
- Por Um Dia Qualquer (2 de Outubro de 2021 - 30 de Outubro de 2021). Por Matias Mesquita.
- Igrejas Barrocas E Cavalinhos De Pau (2 de Outubro de 2021 - 30 de Outubro de 2021). Por Flávia Junqueira.
- A Ambígua Linha Sinuosa (11 de Novembro de 2021 - 8 de Janeiro de 2022). Por Laura Villarosa.
- Fragmentos Do Infinito (11 de Novembro de 2021 - 8 de Janeiro de 2022). Por Teresa Viana.

2022
- 13º Salão Dos Artistas Sem Galeria[67] (15 de Janeiro de 2022 - 19 de Fevereiro de 2022)
- Artistas: Bruno Gularte Barreto, Cláudia Lyrio, Cynthia Loeb, Diogo Santos, Igor Nunes, Kika Diniz, Liz Lopes, Luiza Kons, Paulo Jorge Gonçalves, Ronaldo Marques. E júri formado por André Niemeyer, Julie Dumont, Paulo Gallina e Washington Neves.
- Corpos Múltiplos Na Construção Da Paisagem (15 de Janeiro de 2022 - 19 de Fevereiro de 2022). Por Evandro Angerami.
- Ronda Vespertina (5 de Março de 2022 - 2 de Abril de 2022). Por Rodrigo Cunha.
- Ponto Zero[68] (5 de Março de 2022 - 2 de Abril de 2022). Por Rodrigo Braga.
- Só Os Cria…(5 de Abril de 2022 - 7 de Maio de 2022). Por Igor Nunes.
- Intersecção[69] (5 de Abril de 2022 - 7 de Maio de 2022). Por Hildebrando De Castro

## Ligações Externas
Sítio Oficial